# Чопарата
Чопарата е река в Северна България, област Габрово – община Севлиево, десен приток на река Росица. Дължината ѝ е 21 km.
Река Чопарата извира на 406 m н.в., на 2,8 km североизточно от село Идилево, община Севлиево. Тече в югозападна посока в плитка долина, която след село Богатово се разширява. Влива се отдясно в река Росица, на 195 m н.в., в непосредствена близост до източните квартали на град Севлиево.
Площта на водосборния басейн на Чопарата е 65 km2, което представлява 2,9% от водосборния басейн на Росица.
Основен приток река Лъкавица (десен).
По течението на реката в Община Севлиево са разположени 2 села: Идилево и Богатово. Водите на реката се използват главно за напояване – язовирите „Идилево“ и „Богатово“. По цялото протежение на реката, по северната част на долината ѝ, на протежение от 14,6 km, преминава част от първокласен път № 4 от Държавната пътна мрежа Ябланица – Велико Търново – Варна.

## Топографска карта
- Лист от карта K-35-27. Мащаб: 1 : 100 000.